# Challenger de Kunming 2013
El torneo Kunming Challenger 2013 es un torneo profesional de tenis. Pertenece al ATP Challenger Series 2013. Se disputó su 1ª edición sobre pistas duras, en Kunming, China entre el 6 y el 12 de mayo de 2013.

## Jugadores participantes del cuadro de individuales

### Cabezas de serie
| País                    | Jugador             | Rank1 | Favorito |
| Bandera de China Taipéi | Lu Yen-hsun         | 71    | 1        |
| Bandera de Eslovaquia   | Lukáš Lacko         | 78    | 2        |
| Bandera de Israel       | Dudi Sela           | 104   | 3        |
| Bandera de Rusia        | Alex Bogomolov, Jr. | 107   | 4        |
| Bandera de Japón        | Go Soeda            | 114   | 5        |
| Bandera de Japón        | Tatsuma Ito         | 124   | 6        |
| Bandera de Australia    | Matthew Ebden       | 135   | 7        |
| Bandera de Japón        | Yūichi Sugita       | 136   | 8        |
| ----------------------- | ------------------- | ----- | -------- |

- 1 Se ha tomado en cuenta el ranking del día 29 de abril de 2013.

### Otros participantes
Los siguientes jugadores recibieron una invitación (wild card), por lo tanto ingresan directamente al cuadro principal:
- Chang Yu
- Gong Maoxin
- Li Zhe
- Ouyang Bowen

Los siguientes jugadores ingresan al cuadro principal tras disputar el cuadro clasificatorio:
- Victor Baluda
- Laurynas Grigelis
- James McGee
- John-Patrick Smith

Los siguientes jugadores ingresan al cuadro principal tras recibir una exención especial:
- Márton Fucsovics
- Yang Tsung-hua

## Jugadores participantes en el cuadro de dobles

### Cabezas de serie
| País                 | Jugador            | País                 | Jugador            | Rank1 | Favorito |
| Bandera de Tailandia | Sanchai Ratiwatana | Bandera de Tailandia | Sonchat Ratiwatana | 146   | 1        |
| Bandera de Australia | Samuel Groth       | Bandera de Australia | John-Patrick Smith | 210   | 2        |
| Bandera de la India  | Purav Raja         | Bandera de la India  | Divij Sharan       | 225   | 3        |
| Bandera de Sudáfrica | Rik de Voest       | Bandera de Australia | Chris Guccione     | 243   | 4        |
| -------------------- | ------------------ | -------------------- | ------------------ | ----- | -------- |

- 1 Se ha tomado en cuenta el ranking del día 29 de abril de 2013.

### Otros participantes
Los siguientes jugadores recibieron una invitación (wild card), por lo tanto ingresan directamente al cuadro principal:
- Gao Xin /  Li Zhe
- Gong Maoxin /  Zhang Ze
- Tan Hai-Yun /  Yang Jing Zhu

## Campeones

### Individual Masculino
- Alex Bogomolov, Jr. derrotó en la final a  Rik de Voest, 6–3, 4–6, 7–6(2)

### Dobles Masculino
- Samuel Groth /  John-Patrick Smith derrotaron en la final a  Go Soeda /  Yasutaka Uchiyama, 6–4, 6–1

- Datos: Q12912369